# Альфонсо де Вальядолид
Альфонсо де Вальядолид (исп. Alfonso Burgensis de Valladolid, при рождении Абнер Бургосский, также Альфонс Бургосский; ок. 1270 — ок. 1347), — испанско-еврейский врач и философ из Бургоса (Кастилия), принявший христианство в возрасте около 60 лет.

## Биография
Член еврейской семьи в Бургосе, он в юности изучил Библию и Талмуд, затем обратился к Аристотелево-Маймонидовой философии и медицине. На 25-м году получил звание врача.
В пожилых летах (по одному показанию, на 60-м году жизни) принял христианство. При крещении принял имя «Альфонсо» и вскоре был назначен сакристаном (ризничий) главной церкви в Вальядолиде.
В сочинении на еврейском языке «Iggereth ha-Geserah» («Послание о судьбе») пытался оправдать этот акт теорией астрологического фатализма: не по своей воле, а по роковым предначертаниям планет дошёл он до церковного алтаря; вообще Альфонсо выдвигал здесь начало необходимости и предопределения против начала «свободной воли». Подобные взгляды он развивал и в некоторых других сочинениях: в «Minchath Kenaoth» он нападал на своего бывшего приятеля, еврейского философа Исаака Пулгара, противника астрологии. Пулгар ответил на это резкой сатирой («Iggereth ha-Charofoth»), где уподобил Альфонсо библейской блудной жене, которая после «испытания водой» обнаружила свое прелюбодеяние.
В ряде книг на еврейском и испанском языках обличал «заблуждения иудеев» и их антихристианские воззрения. Упрекал евреев в вечных религиозных раздорах, которые приводят к созданию многочисленных сект; среди существующих сект он находил саддукеев; «фарисеи» и «раввины» являлись у него двумя различными сектами; о каббалистах говорил, что они признают десять лиц («ипостасей») в Божестве; писал о еврейской секте дуалистов, ставивших Метатрона наряду с Богом.
Донёс кастильскому королю Альфонсу XI (правил 1312—1350), что евреи в одной из своих ежедневных молитв проклинают Христа и его приверженцев. Напрасно представители еврейской общины в Вальядолиде старались доказать ложность этого обвинения, заявляя, что инкриминированная молитва («бирхат га-миним») была сочинена в эпоху римского владычества в Иудее и направлена против тогдашних евреев-отступников, или иудео-христиан, враждебных своему народу. Король назначил диспут между Альфонсо и еврейскими учёными в присутствии сановников церкви. Результатом диспута был королевский эдикт (25 февраля 1336 года), запрещавший еврейским общинам Кастилии под страхом пени в сто мараведи употребление означенной молитвы в богослужении.

## Труды
- Суперкомментарий на комментарий Ибн-Эзры к десяти заповедям (написан ещё до отпадения автора от иудейства)[5];
- «Iggereth ha-Geserah» («Послание о судьбе»);
- «Moreh Zedeq» («Учитель правды»), в испанском переводе «El Mostrador de Justicia», — обширный диалог в десяти главах между «учителем» и «смутьяном» (евреем) по религиозным вопросам; испанский текст хранится в рукописи в парижской национальной библиотеке;
- возражения на антихристианское полемическое сочинение «Milchamoth Adonai», приписываемое Давиду Кимхи; эта апология церкви была переведена автором на испанский язык под названием «Los Battallos de Dios» («Войны Божьи»), по просьбе инфанты донны Бланки[англ.], приорессы Бургосского монастыря (ум. 1321);
- «La Concordia de las Leyes» (согласование законов Нового Завета с Ветхим);
- «Libro de las tres gracias» — манускрипт в Мадридской Национальной библиотеке[5].